# LWS–6 Żubr
Az LWS–6 Żubr egy lengyel kétmotoros bombázó és kiképző repülőgép volt, melyet a második világháborút megelőző időszakban terveztek és állítottak szolgálatba. Eredetileg PZL.30 volt a típusjelzése.

## Története
A repülőgépet a lengyel közlekedési minisztériumnak a LOT Lengyel Légitársaság számára gyártandó utasszállító repülőgépre 1933-ban kiírt pályázatára kezdte el fejleszteni a PZL repülőgépgyár. A fejlesztés már a végső stádiumában tartott és a prototípus építésének előkészületei zajlottak, amikor 1935-ben a LOT inkább a Douglas DC–2 vásárlása mellett döntött. Hogy az addigi anyagi ráfordítás és fejlesztőmunka ne vesszen kárba, az a döntés született, hogy a gépet áttervezik egy 1200 kg-nyi bombaterhelés szállítására alkalmas bombázóvá. Ebben az időben már folytak a PZL.37 Łoś fejlesztési munkálatai. A Łoś egy modern, sok konstrukciós újdonságot tartalmazó gép volt, ezért a fejlesztési kockázat csökkentésére a PZL.37-el párhuzamosan folytatták a hagyományos megoldásokat alkalmazó PZL.30 fejlesztését.
Az első, 400 LE-s Pratt&Whitney Wasp Junior csillagmotorokkal felszerelt PZL.30B jelzésű prototípus 1936 márciusában repült először, mindössze három hónappal előzte meg a PZL.37 Łoś első repülését. A repülési próbák tapasztalatai alapján az első prototípuson módosításokat kellett végrehajtani, többek között a kezdetben beépített 400 LE-s motorokat 600 LE-sre cserélték, valamint a gép behúzható futóműveket kapott.
A módosított, Żubr névre keresztelt gépet sorozatgyártásra alkalmasnak találták, és egy 16 darabos sorozatra adtak megrendelést. A PZL leterheltsége miatt a sorozatgyártással a Lublini Repülőgépgyárat (LWS) bízták meg.
A PZL.30B jelű első prototípus azonban 1936. július 7-én a szárny konstrukciós hibája miatt katasztrófát szenvedett. Az új, PZL.30B/II típusjelet kapott második prototípusnak módosították, megerősítették a szárnyát, és kétrészes, osztott függőleges vezérsíkot kapott. Ez a második prototípus 1937 végén repült. A konstrukciós módosítások a gép tömegének a növekedését eredményezték, ezzel együtt pedig jelentősen romlott a repülési teljesítmény és csökkent a fegyverterhelés, ez pedig az egész projekt sikerét megpecsételte. Ennek ellenére a katonai vezetés egy kisebb sorozat megrendeléséről döntött. A sorozat 15 darab, időközben a gyártónál LWS–6 típusjelet kapott gépét 1938-ban kezdték el építeni.
Eredetileg tervezték egy hidroplán-változat kialakítását is LWS–5 típusjellel a haditengerészeti légierő számára, de ez további tömegnövekedéshez és a fegyverterhelés csökkenéséhez vezetett volna, ezért ezt a tervet feladták.
A repülőgép iránt érdeklődött Románia is, ahol 24 darab vásárlását tervezték. Az első prototípus katasztrófájában azonban két, a gépet kipróbáló román tiszt is életét veszítette. A baleset után Románia elállt vásárlási szándékától.

## Alkalmazása
Az LWS–6-ból 15 darabot gyártott a Lublini Repülőgépgyár. A gép azonban már a gyártás idején elavult konstrukciónak számított, ráadásul minden paraméterében elmaradt a PZL-nél akkor már gyártásban lévő és a repülő csapatokhoz kerülő PZL.37 Łoś-tól. Ezért az LWS–6 nem harcoló repülő alakulatokhoz, hanem a légierő repülőiskoláihoz került, ahol kiképző és gyakorló repülőgépként használták őket. Ott is előjöttek azonban a konstrukciós hiányosságai, így pl. a gyenge futóművek leszálláskor többször sérültek.
Habár eredetileg felfegyverzett bombázó gépnek szánták, a repülőiskoláknál rendszeresített gépek végül nem kaptak fegyverzetet, így a lengyelországi hadjárat harcaiban sem vettek részt. Néhány gépet a földön pusztítottak el a német repülőgépek, a többi pedig a Lengyelországot megszálló német és szovjet csapatok kezébe került.
A német csapatok két sérült LWS–6-ot zsákmányoltak Małaszewicze repülőterén, egy gép hiányzó jobb oldali motorral Varsóban, egy darab egy tábori repülőtéren, további öt darab, különböző építési fázisban lévő gép pedig a gyárban jutott a birtokukba (köztük volt az osztott vezérsíkos második prototípus is). A németek a gépek egy részét kijavították és 1941-től a Luftwaffe repülőiskoláiban használták.
A Lengyelország keleti területeit megszálló Vörös Hadsereg négy darab LWS–6-os zsákmányolt, ezeket a szovjet légierő később futárrepülőgépként használta.

## Szerkezeti kialakítása és műszaki jellemzői
Szabadonhordó, felső szárnyas, vegyes (fém és fa) építésű konstrukció. Kialakítása az 1930-as évek elejének klasszikus utasszállító gépeit követi. A törzsben négyfős személyzet (pilóta, rádiós, navigátor és hátsó lövész) foglalt helyet. A bombázó tiszt munkahelye a törzs üvegezett orr-részében volt kialakítva. Futóműve hagyományos, hárompontos elrendezésű. A sorozatgyártású példányokba épített Bristol Pegasus VIII csillagmotorokat a szárnyon kialakított motorgondolákon helyezték el. Eredetileg öt darab 7,7 mm-es Vickers géppuskát építettek volna be. A sorozatgyártású változatok az eredetileg tervezett 1200 kg-os bombaterhelés helyett csak 660 kg-os bombaterhet szállíthattak.

## Műszaki adatai

### Tömeg- és méretadatok
- Fesztáv: 18,5 m
- Hossz: 15,40 m
- Szárnyfelület: 49,50 m²
- Magasság: 4,0 m
- Üres tömeg: 4788 kg
- Legnagyobb felszállótömeg: 6876 kg
- Hasznos terhelés: 1959 kg

### Motorok
- Motor típusa: Bristol Pegasus VIII kilenchengeres csillagmotor
- Motorok száma: 2 db
- Maximális teljesítmény: 552 kW (700 LE)

### Repülési adatok
- Gazdaságos utazósebesség: 280 km/h
- Maximális sebesség: 341 km/h
- Szolgálati csúcsmagasság: 6200 m
- Emelkedőképesség: 6,8 m/s (408 m/perc)
- Szárny felületi terhelése: 129 kg/m²

## Hasonló repülőgépek
- Potez 540
- Amiot 143
- Bloch MB.200
- Martin B–10
- Junkers Ju 86

## Külső hivatkozások
- Konstrukcje Lubelskiej Wytwórni Samolotów LWS-6 "Żubr"– A Lublini Repülőgépgyár konstrukciói LWS-6 "Żubr" (lengyel nyelven). awiacja.republika.pl. [2009. november 25-i dátummal az eredetiből archiválva]. (Hozzáférés: 2010. augusztus 15.)
- Az LWS–6 az oldalán – fényképek, rajzok (orosz nyelven). Ugolok nyeba (airwar.ru). (Hozzáférés: 2010. augusztus 15.)